# 油品蒸发损耗
油品蒸发损耗，是指在石油及其产品的仓储过程中所发生的物料自然损失。按成因可分为：自然通风损耗、静止储存损耗（小呼吸蒸发损耗）和收发作业的动液面损耗（大呼吸蒸发损耗）这几个类型。尽量降低油品蒸发损耗是油品仓储行业确保经济效益和节能环保的重要环节之一。

## 概述

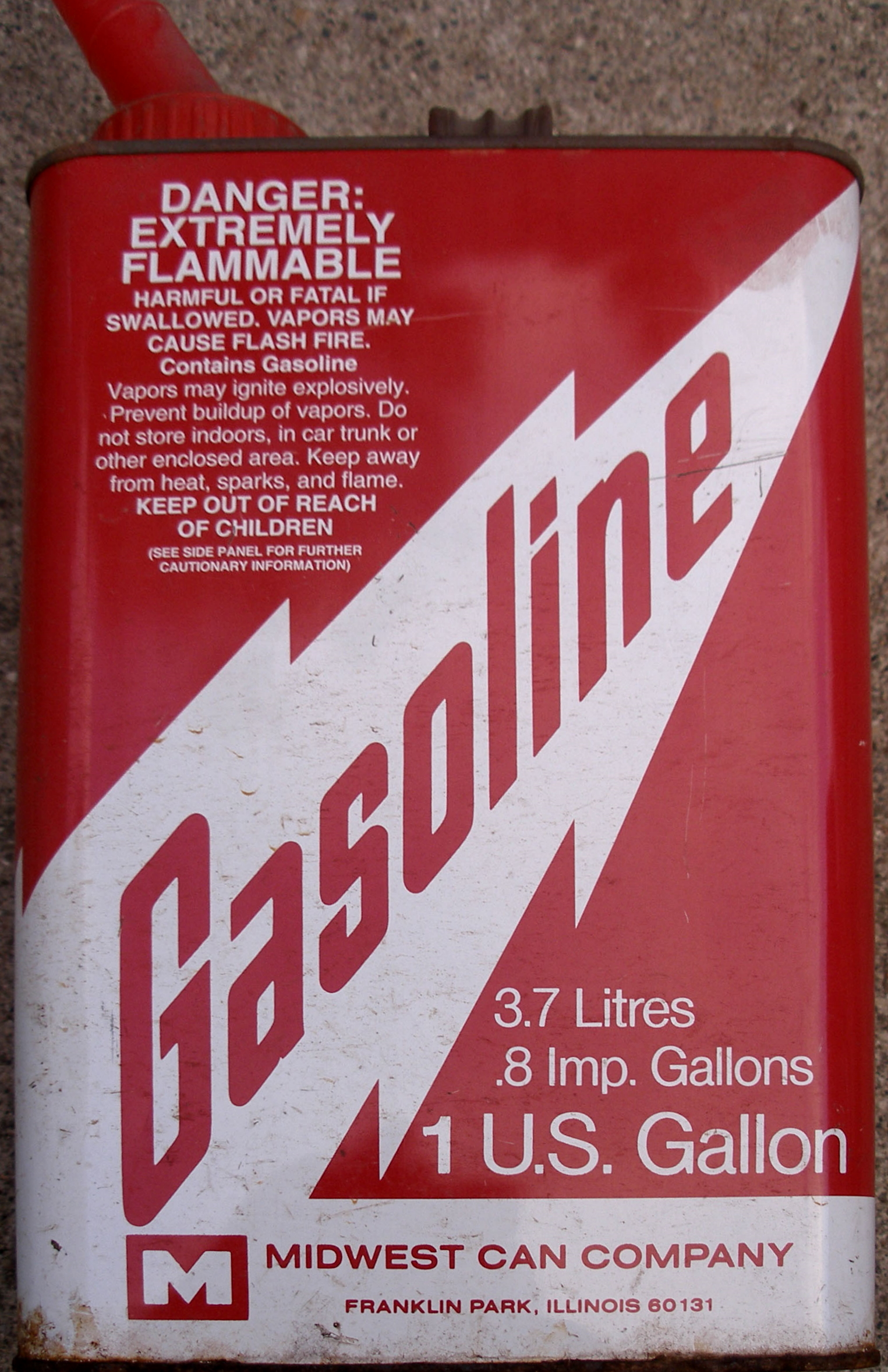
汽油的挥发性最强，产生的损耗也最严重

石油及其产品一般都具有挥发性，使一部分物料散逸到油品上方的气体空间中造成损失。油品的成分越轻挥发性越强，如汽油的挥发性就较强。而温度越高通风情况越好也会加剧挥发，因而在油品仓储过程中，蒸发损耗是一直在发生的。油品蒸发损耗是油品仓储过程中最主要的损失，一般占到油品仓储损耗的70%以上。有数据显示，全世界每年因为油品蒸发损耗而散失于大气中的数量约有1亿吨。

## 分类及成因

### 自然通风损耗
自然通风损耗主要是由于储油罐的密封不严密造成。如果油罐顶部有漏洞或者空隙，而且又不位于同一高度，由于储罐内油品液面上方的混合气体的密度比空气大，储罐内的混合气体由漏洞的下部进入大气，空气则由上部进入储罐内，由此降低混合气体的油气浓度，打破平衡，油品的物料蒸发已补充油气的缺失，形成损失。在外界有风的情况下，由于储罐周边气压不均匀，迎风面压强大而背风面压强小，自然通风损耗加剧。有调查显示，一座5000立方米的油罐储存汽油由于严重通风，一个月即损耗物料53吨，损耗率达1.5%。

### 静止储存损耗
静止储存损耗的发生机理如下：储罐未进行收發油作业时，油面处于静止状态，油品上方的油气浓度保持一定比例达到平衡。当上午太阳升起后，油罐内的混合气类似于处在一个“温室”而升温较油罐外的大气更快且高，这时混合气受热膨胀后导致储罐内气体压力增大，当压力增大到储罐的呼吸阀的控制压力后，呼吸阀自动打开，混合气散逸入大气，当中午过后，随着太阳辐射减弱油罐内混合气体温度下降气体压强下降并伴有部分油气冷凝，当压力减小到呼吸阀的的控制真空度时，呼吸阀的真空阀盘打开，外界空气进入储罐，冲淡了混合气裡的油气浓度，促使物料蒸发以保持平衡。如此每日反复，造成损失。由于储罐内混合气进出储罐类似于“呼吸”，因而静止储存损耗也被称为“小呼吸蒸发损耗”。有资料表明：一座5000立方米的油罐一昼夜的小呼吸蒸发损耗可达350千克。小呼吸蒸发损耗一般情况下受以下因素影响，昼夜温差越大、日照越长、储罐体积越大、储罐的装满程度越小，小呼吸损耗越大。

### 收发作业的动液面损耗
该种损耗的原理相当简单，当储油罐收油时，储罐内物料的液面上升，呼吸阀自动打开，液面上方的被混合气挤出储罐；反之而当油罐发油作业时，储罐内物料液面下降，混合气形成真空，呼吸阀真空阀再次打开，外界不含油气的空气进入储罐，大大稀释混合气内油气的浓度，油品随即蒸发以维持浓度平衡。由于大量的气体交换，因而该种损耗形式是三中损耗因素中影响最大的一种，也被称为“大呼吸蒸发损耗”。一般情况下，大呼吸蒸发损耗的首要关键影响因素就是作业频繁程度，作业越频繁，此类损耗就越大，据统计汽油在一次收发作业中的此种损耗最大可达到每小时2.4千克。

## 降低损耗的措施

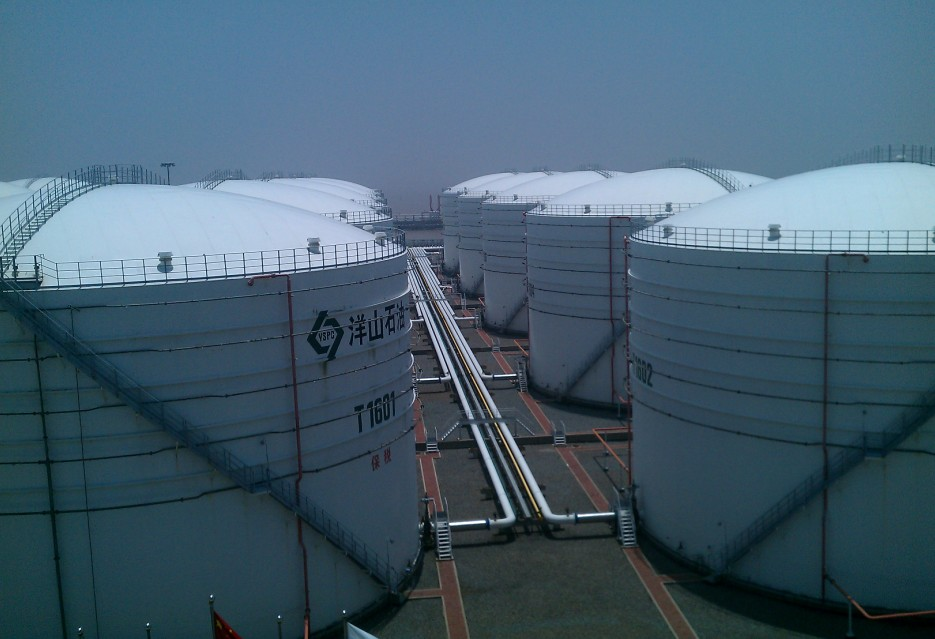
使用浮顶式储油罐可大幅减低油品蒸发损耗

油品蒸发损耗不仅会造成物料损失从而降低经济效益同时造成资源浪费，更会造成大气环境的污染，对附近人员的健康也造成不利。因而降低蒸发损耗是油品仓储行业一项重要的工作。降低损耗主要由以下几个方法：
- 降低油罐内的温差，这样可以有效减小静止储存损耗，方法主要有：临水冷却、合理使用反光涂料、安装发射隔热板等等；
- 对于自然通风损耗，由于此种损耗的主要原因是空气流动，因此只要制止空气流通即可，可以通过加强呼吸阀、人孔等相关设备检查并及时检修，保持良好的气密性，则该种损耗可以避免；
- 使用浮顶式储油罐，由于浮顶式储油罐的浮顶设计使得油品物料上方几乎没有气体空间，因而可以大幅降低“静止储存损耗”和“收发作业动液面损耗”。
- 在油罐设计施工时加装油气收集装置，在油罐附属装置中增加油气收集装置使得逸出后的油气得以在收集器中收集再次液化后重新并入所储存的物料中，从而回收利用二次降低损耗[5]。